# Nicolas Pépé
Nicolas Pépé (Mantes-la-Jolie, 29 mei 1995) is een Ivoriaans-Frans voetballer die doorgaans als aanvaller speelt. Pépé debuteerde in 2016 in het Ivoriaans voetbalelftal.

## Carrière
Pépé speelde bij amateurclub Poitiers FC tot hij in 2013 werd gescout door Angers SCO. Nadat hij ook hiermee nog een paar jaar in het amateurvoetbal speelde met het tweede elftal, debuteerde hij op 21 november 2014 in de hoofdmacht. Dat speelde die dag een wedstrijd in de Ligue 2 uit bij AC Ajaccio (1–1). Hij bracht het seizoen 2015/16 vervolgens op huurbasis door bij US Orléans in de Championnat National, waarna hij in 2016/17 een speler van het eerste elftal van Angers werd, dan inmiddels actief in de Ligue 1.
Pépé verruilde Angers in juli 2017 voor Lille OSC. Dat betaalde circa €10.000.000,- voor hem. Hij werd er meteen basisspeler. Pépé eindigde het seizoen 2018/19 met zijn ploeg op de tweede plek in de Ligue 1, achter Paris Saint-Germain. Met 22 doelpunten werd hij dat jaar zelf ook tweede op de nationale topscorerslijst, achter Kylian Mbappé.
Pépé tekende in juli 2019 een contract tot medio 2024 bij Arsenal. Dat betaalde €80.000.000,- voor hem aan Lille, een record voor de Engelse club.

## Clubstatistieken
| Seizoen | Club         | Competitie           | Competitie | Competitie | Competitie | Beker | Beker | Beker | Europa | Europa | Europa | Totaal | Totaal | Totaal |
| Seizoen | Club         | Competitie           | Wed.       | Dlp.       | Ass.       | Wed.  | Dlp.  | Ass.  | Wed.   | Dlp.   | Ass.   | Wed.   | Dlp.   | Ass.   |
| ------- | ------------ | -------------------- | ---------- | ---------- | ---------- | ----- | ----- | ----- | ------ | ------ | ------ | ------ | ------ | ------ |
| 2014/15 | Angers       | Ligue 2              | 7          | 0          | 0          | 1     | 0     | 0     | —      | —      | —      | 8      | 0      | 0      |
| 2015/16 | → US Orléans | Championnat National | 29         | 7          | 2          | 1     | 0     | 0     | —      | —      | —      | 30     | 7      | 2      |
| 2016/17 | Angers       | Ligue 1              | 33         | 3          | 1          | 6     | 0     | 1     | —      | —      | —      | 39     | 3      | 2      |
| 2017/18 | Lille        | Ligue 1              | 36         | 13         | 5          | 2     | 1     | 0     | —      | —      | —      | 38     | 14     | 5      |
| 2018/19 | Lille        | Ligue 1              | 38         | 22         | 11         | 3     | 1     | 1     | —      | —      | —      | 41     | 23     | 12     |
| 2019/20 | Arsenal      | Premier League       | 31         | 5          | 6          | 5     | 1     | 2     | 6      | 2      | 2      | 42     | 8      | 10     |
| 2020/21 | Arsenal      | Premier League       | 29         | 10         | 1          | 5     | 0     | 0     | 13     | 6      | 4      | 47     | 16     | 5      |
| 2021/22 | Arsenal      | Premier League       | 20         | 1          | 2          | 3     | 2     | 4     | —      | —      | —      | 23     | 3      | 6      |
| 2022/23 | → Nice       | Ligue 1              | 19         | 6          | 1          | 1     | 0     | 0     | 8      | 2      | 0      | 28     | 8      | 1      |
| 2023/24 | Trabzonspor  | Süper Lig            | 19         | 5          | 3          | 4     | 1     | 0     | —      | —      | —      | 23     | 6      | 3      |
| TOTAAL  | TOTAAL       | TOTAAL               | 232        | 64         | 29         | 26    | 5     | 8     | 24     | 10     | 6      | 282    | 79     | 43     |

Bijgewerkt tot en met het seizoen 2023/24.

## Interlandcarrière
Pépé debuteerde op 15 november 2016 in het Ivoriaans voetbalelftal, tijdens een oefeninterland in en tegen Frankrijk (0–0). Hij viel toen vier minuten voor tijd in voor Max Gradel. Bondscoach Michel Dussuyer nam hem een jaar later mee naar het Afrikaans kampioenschap 2017, maar hierop kwam hij niet in actie. Dat deed hij wel op het Afrikaans kampioenschap 2019, onder Ibrahima Kamara.

## Erelijst
| Competitie |         |         |
| Competitie | Aantal  | Jaren   |
| Arsenal    | Arsenal | Arsenal |
| ---------- | ------- | ------- |
| FA Cup     | 1x      | 2019/20 |
| Ivoorkust  |         |         |
| Afrika Cup | 1x      | 2023    |

1 Júnior ·
2 Costa ·
3 Albiol  ·
4 Bailly ·
5 Kambwala ·
6 Suárez ·
7 Moreno ·
8 Foyth ·
10 Parejo ·
11 Akhomach ·
12 Bernat ·
13 Conde ·
14 Comesaña ·
15 Barry ·
16 Baena ·
17 Femenía ·
18 Gueye ·
19 Pépé ·
20 Terrats ·
21 Pino ·
22 Pérez ·
23 Cardona ·
24 Pedraza ·
31 Álvarez ·
Coach: Marcelino